# قائمة إذاعات الراديو في المغرب
تحتوي هذه المقالة على قائمة إذاعات الراديو المغربية التي تستقبل إف إم واحدة على الأقل.

## قائمة الإذاعات المغربية

### إذاعات عامة
- التي تديرها الشركة الوطنية للإذاعة والتلفزة حيث أنها خدمة عامة وطنية في المغرب:[1]
  - الإذاعة الوطنية المغربية : منذ 1928 ; أول إذاعة في المغرب
  - شان أنتر
  - إذاعة السادسة
  - الإذاعة الأمازيغية المغربية
  - اذاعة العيون الجهوية
  - إذاعة طنجة
  - كازا إف إم
- * إذاعة الأخبار المغربية (ريم)

- - هيت راديو
  - راديو دوزيم
  - راديو بلوس أكادير
  - راديو أصوات
  - راديو مارس
  - ATLANTIC
  - ميد راديو
  - مدي 1
  - (شدى إف إم)
  - LUXE RADIO
  - مدينة إف إم (إذاعة)
  - راديو سوا
  - يو راديو U RADIO